# Binaire TTL

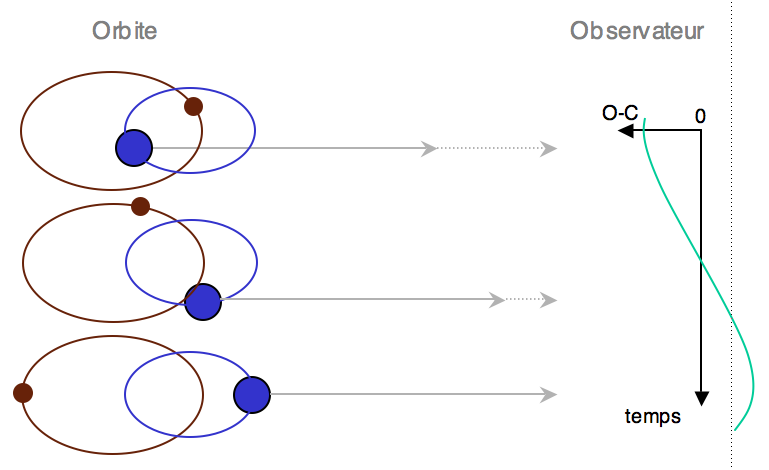
Principe de mesure d'une binaire TTL.

Une binaire à temps de trajet de lumière (TTL), de l'anglais timing, light-time effect ou light-travel time (LTT) binary, est une étoile binaire ou une étoile multiple dont la luminosité varie de façon périodique et dont le mouvement orbital est mis en évidence par le changement de cette période. Le principe est celui d'une « horloge en orbite », qu'elle soit une étoile variable, une binaire à éclipses ou bien un pulsar, dont l'avance ou le retard signale que l'objet se rapproche ou bien s'éloigne de l'observateur.

## Historique
Le XIXe siècle a vu successivement la découverte de binaires par leur mouvement sur le ciel (binaires visuelles), puis par leur variation de vitesse ou de position sur le ciel (binaires astrométriques), puis leur variation de vitesse sur la ligne de visée (binaires spectroscopiques). Dans l'espace des positions et des vitesses, il manquait donc la variation de distance le long de la ligne de visée comme indication de binarité. Bien que beaucoup plus difficile à établir (par exemple parce que la variation de parallaxe induite est si faible qu'elle est noyée dans les erreurs de mesure), c'est par le biais de la finitude de la vitesse de la lumière que cela allait s'avérer possible dans certains cas.
La binaire à éclipses Algol est actuellement connue comme un système triple, le couple à éclipses étant de masses respectives 3,6 et 0,8 masse solaire, orbité avec une période de 680 jours par un compagnon de 1,6 masse solaire. La première suggestion de la présence d'un troisième corps fut faite par Chandler (1892), 2 ans après la mise en évidence d'Algol comme binaire spectroscopique, avec comme preuve l'effet de temps de trajet de lumière. En réalité, la période indiquée par Chandler (130 ans) était incorrecte, et c'est la variation de la vitesse radiale qui fut utilisée par Belopolsky en 1906 pour mettre en évidence la réalité d'un troisième corps avec une période beaucoup proche de ce que l'on connaît maintenant. Néanmoins, l'effet de temps de lumière était bel et bien présent avec la période de 680 jours (Eggen 1948).
Pour mettre cet effet de TTL en évidence, une méthode habituelle est d'étudier les dates des minima de la courbe de lumière d'une binaire à éclipses : ces dates de minima devraient représenter un signal périodique. On représente donc en fonction du temps les résidus entre les dates observées des minima et les dates prévues par éphéméride (différence nommée O-C pour « observé moins calculé »), et ces résidus devraient avoir une variation sinusoïdale s'ils représentent l'influence gravitationnelle d'un autre corps. Le problème, c'est que la variation de ces O-C avec le temps peut s'expliquer pour d'autres raisons que la présence d'un autre corps, par exemple des cycles d'activité magnétique, des pertes variables de moment angulaire, une rotation de la ligne des apsides, etc. En l'occurrence, malgré deux siècles d'observations par des dizaines d'astronomes, Algol n'est toujours pas bien connue.
Depuis, plusieurs d'étoiles ont un effet TTL soupçonné ou avéré, au nombre desquelles AH Cephei, Algol, AM Leonis, AR Aurigae,  AU Serpentis, CM Draconis, R Canis Majoris, RT Persei, TU Ursae Majoris, U Ophiuchi, UV Leonis, V471 Tauri, etc. Le nombre est peu élevé car l'effet demande, pour être découvert, à disposer simultanément d'une étoile triple avec une éclipse ou bien d'une étoile variable très régulière et double. Les grands relevés du ciel qui sont faits actuellement ou dans le futur devraient néanmoins augmenter ce nombre.
Enfin, et ce n'est pas le moindre des succès de cette méthode, il faut rappeler que le premier système planétaire connu a été détecté en mesurant les temps d'arrivée des signaux d'un pulsar (Wolszczan & Frail 1992).

## Théorie et application

### Équations du mouvement
Si l'on écrit la variation de position de la primaire (objet émetteur) dû à son mouvement orbital autour du barycentre, la différence de temps d'arrivée en seconde s'écrit (Irwin 1952):
{\displaystyle \tau ={\frac {K}{\sqrt {1-e^{2}\cos ^{2}\omega }}}\left[{\frac {1-e^{2}}{1+e\cos \nu }}\sin(\nu +\omega )+e\sin \omega \right]}avec
{\displaystyle K=499a_{1}\sin i{\sqrt {1-e^{2}\cos ^{2}\omega }}}
où:
- K = (τmax-τmin)/2 = « semi-amplitude » de l'effet de temps de lumière en s.
- a1 = demi-grand axe de l'orbite de la primaire autour du barycentre en unité astronomique = 1.49597873011×1011m = 499.0047915433 s de temps de lumière.
- e = excentricité de l'orbite.
- ν = anomalie vraie, fonction du temps écoulé depuis la date T du passage au périastre, de la période orbitale, et de l'excentricité.
- ω = angle entre le nœud et le périastre.
- i = inclinaison, angle entre la normale au plan de l'orbite et la ligne de visée.

### Fonction de masse
En utilisant la troisième loi de Kepler avec les unités usuelles, le temps de trajet de lumière permet de connaître la fonction de masse définie en masse solaire par :
{\displaystyle {\frac {M_{2}^{3}\sin ^{3}i}{(M_{1}+M_{2})^{2}}}={\frac {1}{499^{3}(1-e^{2}\cos ^{2}\omega )^{3/2}}}{\frac {K^{3}}{P^{2}}}}
les variables du membre de gauche étant inconnues tandis que le membre de droite est obtenu par l'analyse de la courbe des O-C en fonction du temps, et où :
- P = période orbitale en années.
- M1 = masse de la « primaire » en masse solaire. Si la « primaire » est une binaire à éclipse, il s'agit de la somme des masses de ses deux composantes.
- M2 = masse de la « secondaire » en masse solaire. Si la « primaire » est une binaire à éclipse, il s'agit de la masse du troisième corps.

### Paramètres fondamentaux
Pour accéder à la masse du corps perturbateur, il faut soit faire des hypothèses simplificatrices, soit disposer d'informations complémentaires :
- Dans le cas où la primaire est une binaire à éclipses, et donc qu'elle est très vraisemblablement binaire spectroscopique également, la masse totale de cette binaire peut déjà être connue. Pour ce qui est de l'inclinaison, et faute de mieux, on peut faire l'hypothèse que les orbites sont coplanaires pour avoir une estimation de la masse du troisième corps. Sinon on n'a accès qu'à la masse minimale du corps invisible.

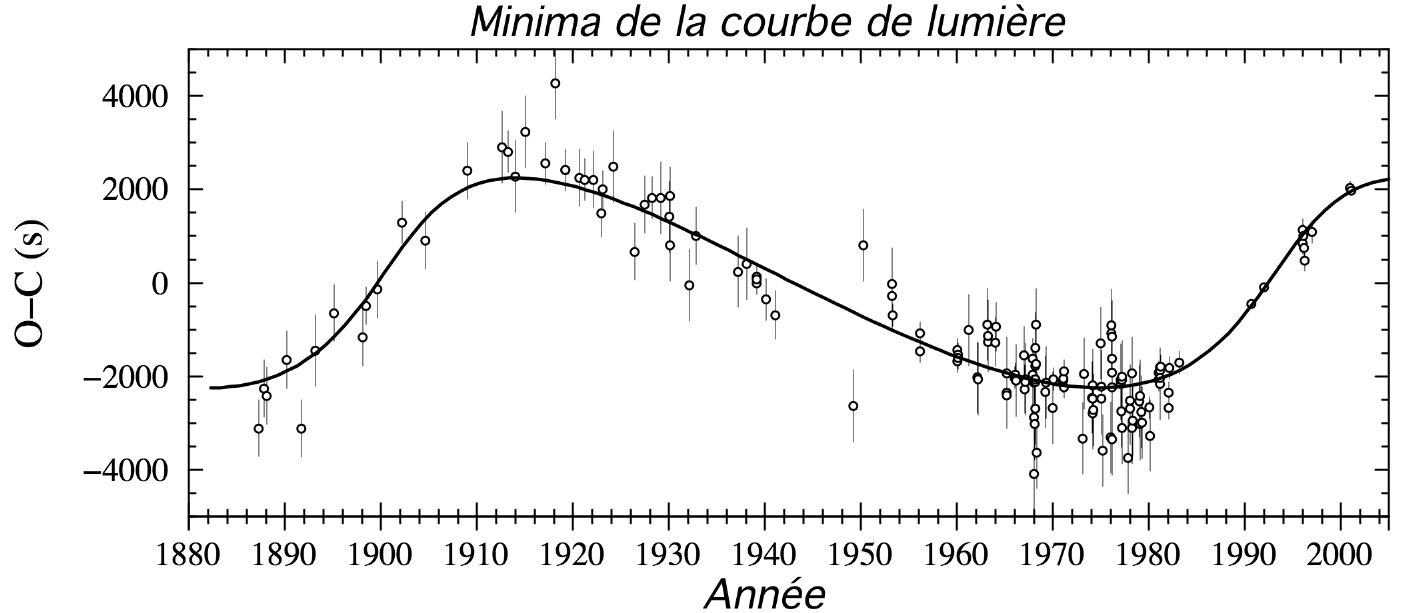
Effet du temps de trajet de lumière pour R Canis Majoris.

- Si l'analyse spectroscopique indique le mouvement orbital, la présence du corps est confirmée et la précision des éléments de l'orbite est améliorée, mais l'inclinaison reste inconnue.
- Par contre, si c'est l'astrométrie qui confirme la duplicité, l'indétermination de l'inclinaison peut être levée. C'est le cas par exemple pour la binaire à éclipses R Canis Majoris, suspectée comme binaire astrométrique à accélération dans le Catalogue Hipparcos ; la combinaison des temps O-C (image ci-contre) et des données astrométriques suggère que le couple primaire de masse 1.24 masse solaire est orbité par un objet de masse 0.34 masse solaire avec une période de 93 ans (Ribas et al. 2002).
- Enfin, l'optimal se produit si l'interférométrie permet de résoudre les composants, car les masses, voire les luminosités, peuvent alors être obtenus. C'est le cas par exemple pour β Cephei (Pigulski & Boratyn 1992).

### Détectabilité
- Plus l'objet secondaire est massif, plus il est détectable facilement.
- Pour des masses données, l'effet TTL est proportionnel à P2/3, rendant plus aisé la détection de binaires à grande période orbitale, et ce, d'autant plus que les mesures de la luminosité d'étoiles variables sont classiquement faites depuis plus d'un siècle.
- L'effet maximum est obtenu quand i=90°, la normale au plan de l'orbite étant perpendiculaire à la ligne de visée.

## Instruments d'observation
- Grands relevés du ciel fournissant des courbes de lumière d'étoiles variables (par ex. les expériences EROS, MACHO, OGLE, DUO, ou bien Hipparcos)